# Hotel Polonia we Wrocławiu
Hotel Polonia, jeden ze znaczących obiektów hotelowych we Wrocławiu, położony przy ul. Piłsudskiego (Gartenstrasse > ul. Ogrodowej) 66-68, róg ul. Świdnickiej (Schweidnitzer Straße). Zbudowany w 1911 jako Hotel Vier Jahreszeiten (Cztery Pory Roku). W okresie powojennym był zarządzany przez Przedsiębiorstwo Gospodarki Turystycznej "Odra" we Wrocławiu, które następnie przekształciło się w Odra Tourist Hotele Sp z oo. W trakcie prac modernizacyjnych.